# Earophila senna
Earophila senna är en fjärilsart som beskrevs av Bang-haas 1930. Earophila senna ingår i släktet Earophila och familjen mätare. Inga underarter finns listade i Catalogue of Life.